# Adam Liška
Adam Liška (* 14. Oktober 1999 in Bratislava) ist ein slowakischer Eishockeyspieler, der seit 2019 bei Sewerstal Tscherepowez in der Kontinentalen Hockey-Liga unter Vertrag steht.

## Karriere
Der Slowake Adam Liška begann seine Karriere in seiner Geburtsstadt beim HK Ružinov 99 Bratislava. Mit 16 Jahren wechselte er zum HC Slovan Bratislava und wurde mit der U20-Mannschaft des Vereins 2016 slowakischer Meister, bevor er (neben seinen Einsätzen in Slovans Juniorenteams) in der Spielzeit 2016/17 mit dem HK Orange 20 in der Extraliga debütierte. Zu Beginn der Spielzeit 2017/18 schloss er sich den Kitchener Rangers aus der kanadischen Ontario Hockey League an, die ihn zuvor im CHL Import Draft 2017 in der ersten Runde als insgesamt 34. Spieler ausgewählt hatten. Nach einem Jahr kehrte er in seine Heimatstadt zu Slovan zurück und wurde zum besten U20-Spieler der Extraliga gewählt. 2019 wechselte er nach Russland zu Sewerstal Tscherepowez in die Kontinentale Hockey-Liga. Seit 2023 fungiert er als Kapitän des Teams.

### International
Erste internationale Erfahrungen sammelte Liška beim Europäischen Olympischen Winter-Jugendfestival 2015, als er mit den slowakischen Jungen den fünften Platz belegte. Später nahm er an den U18-Weltmeisterschaften 2016 und 2017 sowie den U20-Weltmeisterschaften 2018 und 2019 teil.
Mit der A-Nationalmannschaft seines Heimatlandes nahm er an den Weltmeisterschaften 2019, 2021 und 2022 teil.

## Erfolge und Auszeichnungen
- 2016 Slowakischer U20-Meister mit dem HC Slovan Bratislava
- 2019 Bester U20-Spieler der Extraliga

## Statistik
(Stand: Ende der Spielzeit 2022/23)